# Torchbearer
Torchbearer är ett svenskt death/black metal-band som grundades år 2003. Bandet skrev kontrakt med skivbolaget Vic Records den 22 april 2009.

## Medlemmar
Senaste medlemmar
- Christian Älvestam – rytmgitarr, keyboard, bakgrundssång (2003–?)
- Pär Johansson – sång (2003–?)
- Patrik Gardberg – sologitarr, keyboard (2006–?)
- Thomas Johansson – basgitarr, keyboard (2010–?)

Tidigare medlemmar
- Mikael Granbacke – basgitarr (2003–2009)
- Henrik Schönström – trummor (2003–2010)
- Choronzon (Göran Johansson) – gitarr (2003–2006)

Bidragande musiker (studio)
- Thomas Johansson – sologitarr (2004)
- Johan Astrand – synthesizer (2004)
- Anders "Tarzan" Johansson – bakgrundssång (2006, 2011)
- Per Nilsson – keyboard (2006)
- Rolf Pilve – trummor (2011)

## Diskografi
Studioalbum
- Yersinia Pestis (2004)
- Warnaments (2006)
- Death Meditations (2011)